# Asiohahnia longipes
Asiohahnia longipes là một loài nhện trong họ Hahniidae.
Loài này thuộc chi Asiohahnia. Asiohahnia longipes được miêu tả năm 1992 bởi Ovtchinnikov.